# Hylinae
Hylinae – podrodzina płazów bezogonowych z rodziny rzekotkowatych (Hylidae).

## Zasięg występowania
Podrodzina obejmuje gatunki występujące w Ameryce Północnej na południe poprzez Meksyk i Amerykę Środkową do skrajnie północnej Ameryki Południowej; występuje także w umiarkowanej strefie Eurazji, Japonii i ekstremalnie północnej Afryce.

## Podział systematyczny
Do podrodziny należą następujące rodzaje:

- Acris Duméril & Bibron, 1841
- Aplastodiscus Lutz, 1950
- Atlantihyla Faivovich, Pereyra, Luna, Hertz, Blotto, Vásquez-Almazán, McCranie, Sánchez, Baêta, Araujo-Vieira, Köhler, Kubicki, Campbell, Frost, Wheeler & Haddad, 2018
- Boana Gray, 1825
- Bokermannohyla Faivovich, Haddad, Garcia, Frost, Campbell & Wheeler, 2005
- Bromeliohyla Faivovich, Haddad, Garcia, Frost, Campbell & Wheeler, 2005
- Charadrahyla Faivovich, Haddad, Garcia, Frost, Campbell & Wheeler, 2005
- Corythomantis Boulenger, 1896
- Dendropsophus Fitzinger, 1843
- Dryaderces Jungfer, Faivovich, Padial, Castroviejo-Fisher, Lyra, Berneck, Iglesias, Kok, MacCulloch, Rodrigues, Verdade, Torres-Gastello, Chaparro, Valdujo, Reichle, Moravec, Gvoždík, Gagliardi-Urrutia, Ernst, De la Riva, Means, Lima, Señaris, Wheeler & Haddad, 2013
- Dryophytes Fitzinger, 1843
- Duellmanohyla Campbell & Smith, 1992
- Ecnomiohyla Faivovich, Haddad, Garcia, Frost, Campbell & Wheeler, 2005
- Exerodonta Brocchi, 1879
- Hyla Laurenti, 1768
- Hyloscirtus Peters, 1882
- Isthmohyla Faivovich, Haddad, Garcia, Frost, Campbell & Wheeler, 2005
- Itapotihyla Faivovich, Haddad, Garcia, Frost, Campbell & Wheeler, 2005 – jedynym przedstawicielem jest Itapotihyla langsdorffii (Duméril & Bibron, 1841)
- Julianus Duellman, Marion & Hedges, 2016
- Lysapsus Cope, 1862
- Megastomatohyla Faivovich, Haddad, Garcia, Frost, Campbell & Wheeler, 2005
- Myersiohyla Faivovich, Haddad, Garcia, Frost, Campbell & Wheeler, 2005
- Nesorohyla Pinheiro, Kok, Noonan, Means, Haddad & Faivovich, 2018 – jedynym przedstawicielem jest Nesorohyla kanaima (Goin & Woodley, 1969)
- Nyctimantis Boulenger, 1882
- Ololygon Fitzinger, 1843
- Osteocephalus Steindachner, 1862
- Osteopilus Fitzinger, 1843
- Phyllodytes Wagler, 1830
- Phytotriades Jowers, Downieb & Cohen, 2009 – jedynym przedstawicielem jest Phytotriades auratus (Boulenger, 1917)
- Plectrohyla Brocchi, 1877
- Pseudacris Fitzinger, 1843
- Pseudis Wagler, 1830
- Ptychohyla Taylor, 1944
- Quilticohyla Faivovich, Pereyra, Luna, Hertz, Blotto, Vásquez-Almazán, McCranie, Sánchez, Baêta, Araujo-Vieira, Köhler, Kubicki, Campbell, Frost, Wheeler & Haddad, 2018
- Rheohyla Duellman, Marion & Hedges, 2016 – jedynym przedstawicielem jest Rheohyla miotympanum (Cope, 1863)
- Sarcohyla Duellman, Marion & Hedges, 2016
- Scarthyla Duellman & de Sá, 1988
- Scinax Wagler, 1830
- Smilisca Cope, 1865
- Sphaenorhynchus Tschudi, 1838
- Tepuihyla Ayarzagüena, Señaris & Gorzula, 1993
- Tlalocohyla Faivovich, Haddad, Garcia, Frost, Campbell & Wheeler, 2005
- Trachycephalus Tschudi, 1838
- Triprion Cope, 1866
- Xenohyla Izecksohn, 1998

Do podrodziny zaliczane są też dwa gatunki o nieustalonej przynależności rodzajowej (incertae sedis):
- „Hyla” imitator (Barbour & Dunn, 1921)
- „Hyla” nicefori (Cochran & Goin, 1970)